# 4-Metoxibenzamida
4-Metoxibenzamida, 4-anisamida, p-anisamida ou para-anisamida é o composto orgânico com fórmula C8H9NO2, fórmula linear CH3OC6H4CONH2 e massa molecular 151,16. Apresenta ponto de fusão de 164-167 °C, ponto de ebulição 295°C e ponto de fulgor 295°C. É classificado com o número CAS 3424-93-9, número EC 222-319-6, número MDL MFCD00007995, PubChem Substance ID 24896468, CBNumber CB0259354 e MOL File 3424-93-9.mol.